# Kalendarium 1972–1993
Kalendarium 1972–1993 är ett samlingsalbum av Ted Gärdestad, utgivet 1993.
Albumet presenterade en helt ny låt, "För kärlekens skull", som producerades av Anders Glenmark.

## Låtlista
(Alla texter skrivna Kenneth Gärdestad och tonsatta av Ted Gärdestad)
1. Jag vill ha en egen måne
2. Helena
3. Snurra du min värld
4. Jag skall fånga en ängel
5. Sol vind och vatten
6. Eiffeltornet
7. Buffalo Bill
8. Angela
9. Chapeau Claque
10. Klöversnoa
11. Rockin' 'n' Reelin'
12. Himlen är oskyldigt blå
13. Låt solen värma dig
14. Satellit
15. Låt kärleken slå rot
16. För kärlekens skull

## Listplaceringar
| Lista (1997–1999) | Topplacering |
| ----------------- | ------------ |
| Sverige           | 12           |